# Чужі ігри
«Чужі ігри» — радянський художній фільм 1986 року, знятий режисерами Нерсесом Оганесяном і Тиграном Левоняном на кіностудії «Вірменфільм».

## Сюжет
Щоб поїхати у закордонне відрядження, Арам та його дружина Ашхен догоджають усім, хто може перешкодити чи посприяти їхньому бажанню. Одна за іншою зриваються поїздки, але молода пара наполегливо йде до мети.

## У ролях
- Саті Співакова — Ашхен
- Роланд Тер-Макаров — Арам
- Алла Туманян — Неллі Гургенівна
- Фрунзе Довлатян — Асланян
- Армен Джигарханян — Дрампян
- Левон Абрамян — батько Арама
- Альберт Гркашарян — Степан
- Генріх Алавердян — Каро
- Нонна Петросян — мама дівчини Ашхен
- Леонард Саркісов — батько Ашхен, перукар
- Георгій Оганесян — син Ашхен і Арама
- Рафаель Котанджян — епізод
- Варфоломей Єхшатян — епізод
- Георгій Мовсесян — епізод
- Размік Мансурян — епізод
- Георгій Кеворков — епізод
- Олександр Оганесян — епізод
- Р. Гаспарян — епізод
- Емілія Черепанова-Мікоян — епізод
- Ашот Єдігарян — епізод
- Араїк Манукян — епізод
- Аревшат Унанян — епізод
- Алла Варданян — епізод
- Петро Козакян — епізод
- Люся Оганесян — Сіруш

## Знімальна група
- Режисери — Нерсес Оганесян, Тигран Левонян
- Сценаристи — Нерсес Оганесян, Еверт Паязат
- Оператор — Альберт Явурян
- Композитор — Роберт Амірханян